# The River (pel·lícula de 1929)
The River és una pel·lícula estatunidenca de 1929 dirigida per Frank Borzage, i protagonitzada per Charles Farrell i Mary Duncan. La majoria del metratge de la pel·lícula s'ha perdut.
Aquesta pel·lícula està parcialment perduda, però les bobines que queden ja han estat projectades en certes cinemateques (Nova York, París, Suïssa) amb cartrons d'explicacions i fotos de les escenes que falten - essencialment el començament i el final.

## Argument
Una jove, l'amant de la qual és empresonat per homicidi, coneix un jove home vagabund. Aïllats per la naturalesa hostil i d'intempèrie, simpatitzen i a poc a poc un sentiment amorós neix entre ells mentre que la jove  és "vigilada" pel corb que ha deixat amb aquest objectiu el seu amant.

## Repartiment
- Charles Farrell: Allen John Spender
- Mary Duncan: 	Rosalee
- Ivan Linow: Sam Thompson
- Margaret Mann: vídua Thompson
- Alfred Sabato: Marsdon
- Bert Woodruff: el moliner

## Al voltant de la pel·lícula
- Després de la trilogia Seventh Heaven (1927), Els àngels del carrer (Street Angel) (1928), i Lucky Star (1929) és la primera pel·lícula de Frank Borzage i Charles Farrell sense l'actriu oscaritzada Janet Gaynor.